# كامل قسطندي
كامل قسطندي (أبو نبيل؛ 1925 - 10 فبراير 2019) هو إعلامي فلسطيني، ويُعد من أبرز أعلام الشتات الفلسطيني. عمل في إعلام مجلس كنائس الشرق الأوسط، كما نشرت مذكراته في خمس حلقاتٍ في جريدة الخليج الإماراتية.

## سيرته
وُلد كامل بشارة قسطندي عام 1925 في يافا. عمل في الإذاعة معدًا للإسطوانات قبل تظهر موهبته في الكتابة الدرامية، حيث كتب مسرحيةً بعنوان «رحلة إلى جوبتير» ثم عمل في إذاعة الشرق الأدنى وإذاعة القدس ببرنامج حديث الصباح، ولقي نجاحًا كبيرًا حيث بات من الأركان الرئيسية للإذاعة.
انتقل إلى قبرص بعد انتقال الإذاعة؛ بسبب رحيل القوات البريطانية وتسليم البلاد إلى الميليشيات الصهيونيَّة. استقال منها مع بقية العاملين العرب احتجاجًا على العدوان الثلاثي على مصر. عمل على إنشاء شركة تسجيلات فنية في بيروت عام 1957 بالشراكة مع بديع بولس حيث قامت الشركة بتسجيل البرامج وبيعها للإذاعات العربية. تنقل في أكثر من عمل إعلامي من الإذاعة العراقية إلى تأسيس «استديو بعلبك» و«فرقة الأنوار»، ثم عمل في إعلام مجلس كنائس الشرق الأوسط حتى وفاته.
توفيَّ في في 10 فبراير/شباط 2019 في بيروت.

## روابط خارجية
- كامل قسطندي على موقع ديسكوغز (الإنجليزية)
- "مقابلة مع كامل بشارة قسطندي". مكتبة الجامعة الأمريكية في بيروت. أرشيف التاريخ الشفوي الفلسطيني. 14 أبريل 2004. مؤرشف من الأصل في 2023-11-01. اطلع عليه بتاريخ 2023-11-01.